# Karl-Heinz Brunner
Karl-Heinz Brunner (München, 14. ožujka 1953.) njemački je političar (SPD). Od općih parlamentarnih izbora 2013. član je njemačkoga Bundestaga. 

## Životopis
Nakon završene gimnazije, Brunner je studirao poslovnu ekonomiju, pravosuđe i menadžment u Reutlingenu, Münchenu, Starnbergu i Bratislavi. Od 2005. radio je kao samostalni pravni savjetnik i direktor-član društva Illertisser Sonnenschein (hrv. Illertissensko sunce). Brunner je suurednik političkog magazina Berliner Republik (hrv. Berlinska republika). U bavarskom Crvenom križu, čiji je počasni član od 1970., angažiran je u korist i za dobrobit radnika. Brunner je oženjen i ima dvoje odrasle djece. Od 2011. predaje javno-privatno partnerstvo na Veleučilištu Biberach. Predsjednik je društva "Gradovi prijatelji: Illertissen i Loket (njem. Elbogen)".

## Političko djelovanje
Brunner se 1982. godine pridružio političkoj stranci SPD. Od 1985. sudjeluje u lokalnoj politici, a od 1990. do 2002. bio je prvi gradonačelnik Illertissena. Od 1996. član je okružnoga vijeća u okrugu Neu-Ulm i član nadzornoga odbora u Donau-Iller-Nahverkehrsverbund-GmbH (DING).
2009. i 2013. kandidirao se za izravni mandat u njemačkom Bundestagu u izbornoj jedinici Neu-Ulm; 2013. postaje zastupnikom u Bundestagu kao kandidat na stranačkoj listi bavarskog SPD-a.
U Njemačkom parlamentu Brunner je redovni član Odbora za obranu, Odbora za pravne poslove i zaštitu potrošača, Pododbora za neširenje, razoružanje i kontrolu naoružanja te Odbora za vanjsku politiku. U Odboru za obranu izvjestitelj je kluba zastupnika SPD-a za područje ratnog zrakoplovstva. U Odboru za pravne poslove odgovoran je za korporativno stečajno pravo te ravnopravnost homoseksualaca i lezbijki.
Kao član Parlamentarne skupštine NATO-a, Brunner je tijekom krize u Ukrajini bio izborni promatrač OSCE-a u Kijevu i Ivankivu te vodio brigu o pravima tamošnje LGBTIQ zajednice. Brunner je i glasnogovornik obrambene politike SPD-a Bavarske državne skupine u Bundestagu i potpredsjednik njemačko-austrijske Parlamentarne skupine te potpredsjednik Glavnoga odbora (odgovornoga za praćenje izbora, imunitet i pravo rada). Uz to je i zamjenik člana predstavništva Njemačke u Parlamentarnoj skupštini NATO-a.
Brunner je i vanjski član Socijaldemokratske stranke Austrije te Češke socijaldemokratske stranke.

## Vanjske poveznice

### Sestrinski projekti
|  | Zajednički poslužitelj ima još gradiva o temi Karl-Heinz Brunner |

### Mrežna sjedišta
- Karl-Heinz Brunner – službene stranice  Arhivirana inačica izvorne stranice od 1. travnja 2019. (Wayback Machine) (njem.)
- Deutscher Bundestag: Dr. Karl-Heinz Brunner, SPD (životopis) (njem.) (engl.) (fr.)